# Abdelkarim Hassan
Abdelkarim Hassan (Doha, 28 de agosto de 1993) é um futebolista qatari que atua como lateral. Atualmente defende o Al-Sadd.

## Carreira
Abdelkarim Hassan representou a Seleção Qatariana de Futebol na Copa da Ásia de 2015.

## Títulos
Al-Sadd

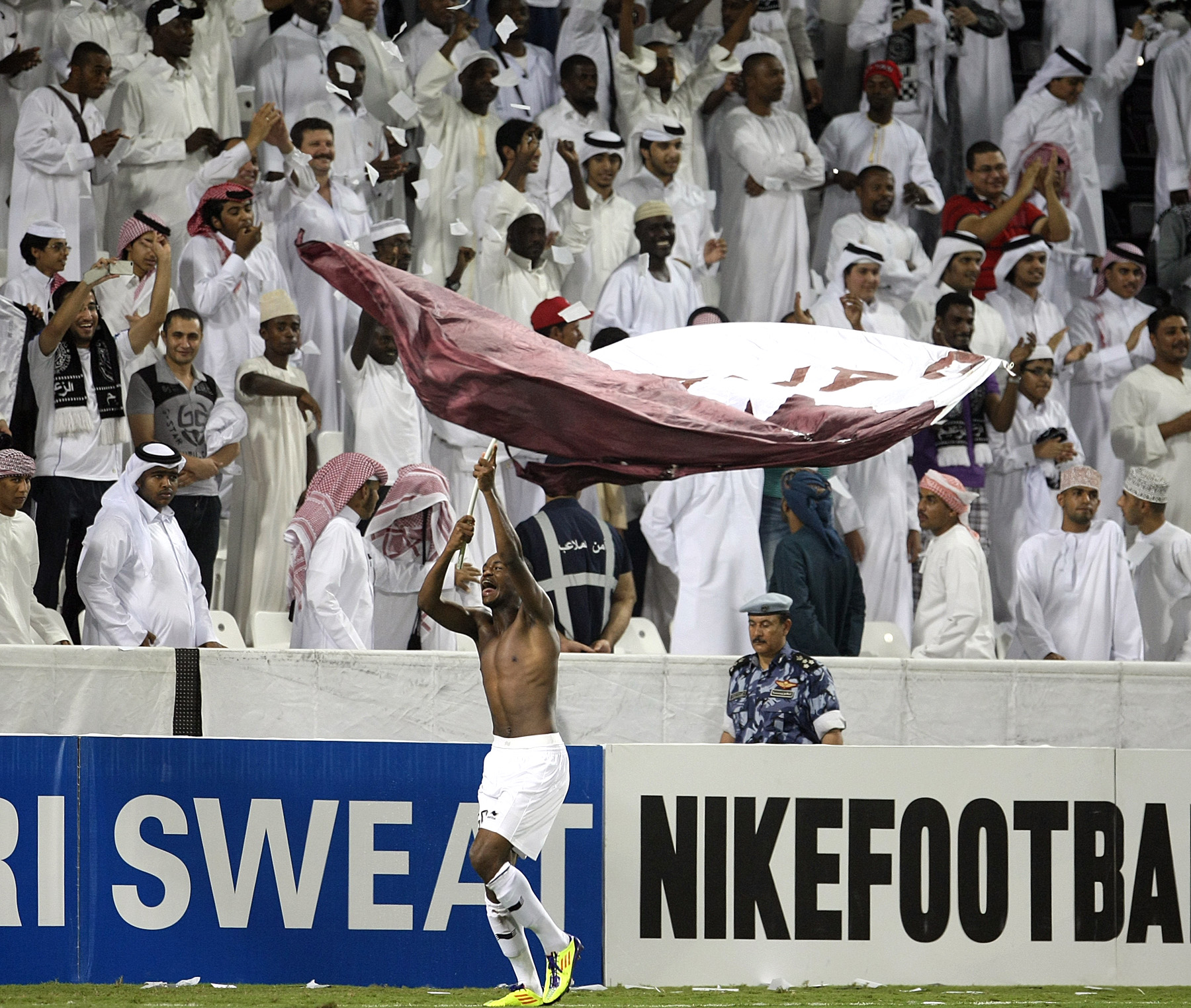
Abdelkarim celebrating Al-Sadd's AFC Champions League win in 2011

- Qatar Stars League:2012-13, 2018-19, 2020-21, 2021-22
- Copa do Emir do Qatar: 2014, 2015, 2017, 2020, 2021
- Copa do Catar: 2017, 2020, 2021
- Copa do Xeque Jassem: 2014, 2019
- Copa das Estrelas do Catar: 2019-20
- AFC Champions League: 2011

Persepolis
- Iran Pro League: 2023–24

Catar Sub-23
- Campeonato GCC Sub-23: 2011

Qatar
- Copa da Ásia: 2019
- Copa do Golfo Pérsico: 2014

Individual
- Futebolista Asiático do Ano: 2018[2]
- AFC Asian Cup Team of the Tournament: 2019[3]
- Qatar Stars League Team of the Year: 2017–18, 2018–19, 2019–20